# Čchiou Ťin
Čchiou Ťin (čínsky znaky 秋瑾; 8. listopadu 1875 Šao-sing – 15. července 1907 Šao-sing) byla čínská feministická aktivistka a spisovatelka.

## Životopis
Narodila se v bohaté a vlivné rodině, v dětství a mládí se nicméně musela podrobit zvyklostem, které ženy znevýhodňovaly: svazování chodidel a manželství sjednané rodiči. V devatenácti si vzala bohatého obchodníka z Chu-nanu. Přestěhovala se s ním do Pekingu, díky čemuž se osvobodila z vlivu rodiny. V Pekingu si přestala svazovat nohy, začala koketovat s feminismem a oblékat se jako muž. Roku 1904 svou vzpouru dovršila, když opustila manžela (a dvě děti) a odjela do Japonska. Zde začala spolupracovat s jinými čínskými emigranty, kteří snili o reformě (neřkuli revoluci) v rodné Číně, byl mezi nimi i Sunjatsen. V roce 1906 se vrátila do vlasti a založila radikální feministický časopis Čínský ženský žurnál. V té době byla tak zradikalizovaná a připravená bojovat proti konzervativní dynastii Čching, že koketovala i s terorismem a učila se v tajné organizaci vyrábět bomby. Když byl roku 1907 jeden z jejích spolupracovníků zatčen, dostala avízo, že jde policie i po ní. Odmítla však utéct a nechala se zatknout. Následně byla mučena a popravena. Po svržení monarchie a založení republiky roku 1911 nový vůdce země Sunjatsen prohlásil Čchiou Ťin národní hrdinkou.